# B’z The Best „ULTRA Pleasure”
B’z The Best „ULTRA Pleasure” – ósma kompilacja japońskiego zespołu B’z, wydana 18 czerwca 2008 roku. Album został wydany w dwóch edycjach: regularnej (2CD) i limitowanej (2CD+DVD). Osiągnął 1 pozycję w rankingu Oricon i pozostał na liście przez 56 tygodni, sprzedał się w nakładzie 980 423 egzemplarzy. Zdobył status płyty Milion oraz nagrodę „The Best 10 Albums” podczas rozdania 23th Japan Gold Disc Award.

## Lista utworów
| The First RUN (DISC1)  | |      |
| Nr                     | Tytuł | Czas |
| 1.                     | „BAD COMMUNICATION -ULTRA Pleasure Style-”                                                                      | 6:20 |
| 2.                     | „BE THERE” | 4:13 |
| 3.                     | „Easy Come, Easy Go!”                                                                                           | 4:39 |
| 4.                     | „LADY NAVIGATION”                                                                                               | 4:20 |
| 5.                     | „ALONE” | 5:59 |
| 6.                     | „ZERO” | 4:51 |
| 7.                     | „Itsuka no Merry Christmas” (jap. いつかのメリークリスマス)                                                     | 5:37 |
| 8.                     | „Ai no mama ni wagamama ni boku wa kimi dake o kizutsukenai” (jap. 愛のままにわがままに 僕は君だけを傷つけない) | 3:56 |
| 9.                     | „Hadashi no megami” (jap. 裸足の女神)                                                                           | 4:26 |
| 10.                    | „Negai” (jap. ねがい)                                                                                           | 3:29 |
| 11.                    | „love me, I love you”                                                                                           | 3:19 |
| 12.                    | „LOVE PHANTOM”                                                                                                  | 4:38 |
| 13.                    | „Mienai chikara ~INVISIBLE ONE~” (jap. ミエナイチカラ 〜INVISIBLE ONE〜)                                        | 4:40 |
| 14.                    | „Calling” | 5:54 |
| 15.                    | „Samayoeru aoi dangan” (jap. さまよえる蒼い弾丸)                                                                | 4:04 |
| The Second RUN (DISC2) | |      |
| Nr                     | Tytuł | Czas |
| 1.                     | „HOME” | 4:20 |
| 2.                     | „Giri giri chop” (jap. ギリギリchop)                                                                            | 3:58 |
| 3.                     | „Kon'ya tsuki no mieru oka ni” (jap. 今夜月の見える丘に)                                                        | 4:11 |
| 4.                     | „juice” | 4:00 |
| 5.                     | „ultra soul” | 3:42 |
| 6.                     | „Atsuki kodō no hate” (jap. 熱き鼓動の果て)                                                                     | 4:07 |
| 5.                     | „It’s Showtime!!”                                                                                               | 3:59 |
| 6.                     | „BANZAI” | 3:49 |
| 7.                     | „Ai no bakudan” (jap. 愛のバクダン)                                                                             | 4:25 |
| 8.                     | „OCEAN” | 5:27 |
| 9.                     | „Shōdō” (jap. 衝動)                                                                                             | 3:14 |
| 10.                    | „SPLASH!” | 3:34 |
| 11.                    | „Eien no tsubasa” (jap. 永遠の翼)                                                                               | 5:08 |
| 12.                    | „SUPER LOVE SONG”                                                                                               | 3:59 |
| 13.                    | „Pleasure 2008 ~Jinsei no kairaku~” (jap. Pleasure 2008 〜人生の快楽〜)                                         | 4:46 |

## Notowania
| Lista                       | Pozycja |
| --------------------------- | ------- |
| Oricon Daily Albums Chart   | 1       |
| Oricon Weekly Albums Chart  | 1       |
| Oricon Monthly Albums Chart | 1       |
| Oricon Yearly Albums Chart  | 7       |